# Чаттуга (округ, Джорджія)
Шаблон:StateAbbr_ 34°29′ пн. ш. 85°21′ зх. д. / 34.48° пн. ш. 85.35° зх. д.
Округ Чаттуга (англ. Chattooga County) — округ (графство) у штаті Джорджія, США. Ідентифікатор округу 13055.

## Історія
Округ утворений 1838 року.

## Демографія
За даними перепису
2000 року
загальне населення округу становило 25470 осіб, зокрема міського населення було 11122, а сільського — 14348.
Серед мешканців округу чоловіків було 13139, а жінок — 12331. В окрузі було 9577 домогосподарств, 6836 родин, які мешкали в 10677 будинках.
Середній розмір родини становив 2,94.
Віковий розподіл населення поданий у таблиці:
| Стать    | До 15 років | 15-21 | 22-29 | 30-39 | 40-49 | 50-65 | 65-85 | Понад 85 |
| -------- | ----------- | ----- | ----- | ----- | ----- | ----- | ----- | -------- |
| Чоловіки | 2467        | 1464  | 1746  | 2063  | 1961  | 2041  | 1294  | 103      |
| Жінки    | 2388        | 1037  | 1175  | 1709  | 1686  | 2092  | 1979  | 265      |

## Суміжні округи
- Вокер - північ
- Флойд -  південний схід
- Черокі, Алабама - захід
- Декальб, Алабама - захід

## Виноски
1. ↑  U.S. Decennial Census. United States Census Bureau. Архів оригіналу за 26 квітня 2015. Процитовано 17 червня 2014.
2. ↑  Historical Census Browser. University of Virginia Library. Архів оригіналу за 11 серпня 2012. Процитовано 19 червня 2014.
3. ↑  Population of Counties by Decennial Census: 1900 to 1990. United States Census Bureau. Архів оригіналу за 2 лютого 2019. Процитовано 19 червня 2014.
4. ↑  Census 2000 PHC-T-4. Ranking Tables for Counties: 1990 and 2000 (PDF). United States Census Bureau. Архів оригіналу (PDF) за 18 грудня 2014. Процитовано 19 червня 2014.
5. ↑  State & County QuickFacts. United States Census Bureau. Архів оригіналу за 8 липня 2011. Процитовано 19 червня 2014. [Архівовано 2011-06-07 у Wayback Machine.](англ.) Наведено за англійською вікіпедією.
6. ↑  American FactFinder. Бюро перепису населення США. Архів оригіналу за 26 лютого 2012. Процитовано 31 січня 2008. [Архівовано 2008-05-21 у Wayback Machine.]

| США | Це незавершена стаття з географії США. Ви можете допомогти проєкту, виправивши або дописавши її. |